# Bonapruncinia sanctaehelenae
Bonapruncinia sanctaehelenae är en spindelart som beskrevs av Benoit 1977. Bonapruncinia sanctaehelenae ingår i släktet Bonapruncinia och familjen krabbspindlar. Inga underarter finns listade.